# Malaxis xerophila
Malaxis xerophila là một loài thực vật có hoa trong họ Lan. Loài này được Salazar & L.I.Cabrera mô tả khoa học đầu tiên năm 2001.